# Magdalena Spólnicka
Magdalena Maria Spólnicka – polska policjantka i genetyczka, specjalistka kryminalistyki. Doktor habilitowany nauk medycznych i nauk o zdrowiu w zakresie nauk medycznych.

## Życiorys
Ukończyła studia na Wydziale Farmacji Akademii Medycznej w Bydgoszczy, a także Podyplomowe Studium Oficerskie Ekspertów Kryminalistyki Wyższej Szkoły Policji w Szczytnie oraz podyplomowe studia na kierunku biologia molekularna prowadzone przez Wydział Biochemii, Biofizyki i Biotechnologii Uniwersytetu Jagiellońskiego. 20 czerwca 2006 na Uniwersytecie Medycznym w Łodzi obroniła pracę doktorską Polimorfizm STR niekodującego regionu genu ludzkiego hormonu wzrostu (HumGH@) i jego wykorzystanie w identyfikacji osobniczej; 24 września 2019, na tej samej uczelni, habilitowała się na podstawie pracy zatytułowanej Badanie użyteczności i walidacja markerów wchodzących w skład modelu do epigenetycznego przewidywania wieku.
Jest oficerem Policji zatrudnionym w Centralnym Laboratorium Kryminalistycznym.

## Odznaczenia
- Brązowa odznaka „Zasłużony Policjant” – 2010[4]